# Daetaleus purpureus
Daetaleus purpureus är en tvåvingeart som beskrevs av Aldrich 1928. Daetaleus purpureus ingår i släktet Daetaleus och familjen parasitflugor. Inga underarter finns listade i Catalogue of Life.